# Hapoel Eilat BC
Hapoel Eilat (Hebreeuws: הפועל אילת) is een professionele basketbalclub uit Eilat, Israël. De club komt uit in de Israeli Super League (De hoogste divisie van het Israëlische basketbal), en de Israeli State Cup.

## Geschiedenis
Hapoel Eilat werd opgericht in 1970. Ze spelen hun thuiswedstrijden in de Lev Hamoshava. In 1998 en 2015 werden ze tweede om het landskampioenschap van Israël. In 2014 verloren ze de finale om het de beker van Israël. In 2016 en 2022 verloren ze de finale om de League Cup. In 1993 wonnen ze de Haarlem Basketball Week.

## Erelijst
- Landskampioen Israël:
  - Tweede: 1998, 2015

- Bekerwinnaar Israël:
  - Runner-up: 2014

- League Cup Israël:
  - Runner-up: 2015, 2021

- Haarlem Basketball Week: 1
  - Winnaar: 1993

## Bekende (oud)-spelers
- Afik Nissim
- Niv Berkowitz
- Elishay Kadir
- Amit Simhon
- Manu Lecomte
- - Joe Dawson
- Markel Brown
- Nate Grimes
- Darius Washington Jr.

## Bekende (oud)-coaches
- Ralph Klein
- Sharon Drucker
- Arik Shivek

## Sponsor namen
- Hapoel Eilat BC
- Hapoel Yossi Avrahami Eilat BC